# Mischocyttarus lilae
Mischocyttarus lilae är en getingart som beskrevs av Abraham Willink 1953.
Mischocyttarus lilae ingår i släktet Mischocyttarus och familjen getingar. Inga underarter finns listade i Catalogue of Life.